# Стралджа (община)
Стралджа (болг. Община Стралджа) — община в Болгарии. Входит в состав Ямболской области. Население составляет 14 394 человека (на 16 июня 2008 года).
Кмет (мэр) общины Стралджа — Митко Панайотов Андонов (Болгарская социалистическая партия (БСП)) по результатам выборов.

## Состав общины
В состав общины входят 22 населённых пункта (город Стралджа и 21 село):
1. Александрово
2. Атолово
3. Богорово
4. Воденичане
5. Войника
6. Джинот
7. Зимница
8. Иречеково
9. Каменец
10. Леярово
11. Лозенец
12. Люлин
13. Маленово
14. Недялско
15. Палаузово
16. Поляна
17. Правдино
18. Первенец
19. Саранско
20. Стралджа
21. Тамарино
22. Чарда